# Hans Hvass
Hans Vilhelm Saxild Hvass (* 15. Februar 1902 in Kopenhagen; † 10. März 1990 in Frederiksberg) war ein dänischer Zoologe, Sachbuchautor und Tierschützer.

## Leben und Wirken
Hans Hvass war der Sohn von Anders Nicolaus Hvass und Anna Augusta Sophie Elisabeth Saxild. Seine Brüder waren der Diplomat Frants Hvass und der Forstwirt Jens Hvass. 1920 absolvierte Hvass sein Abitur am Sankt-Jørgens-Gymnasium in Frederiksberg. Nach einem medizinischen Lehrgang in Wien im Jahr 1923 erlangte er 1930 seinen Master of Arts in Zoologie, Botanik und Gymnastik. 1932 wurde er Lehrbeauftragter am Frederiksberg-Gymnasium in Frederiksberg und von 1946 bis 1969 war er dort als Dozent tätig. 1937 wurde Hvass Mitarbeiter bei der Dansk Kulturfilm, wo er Manuskripte für Unterrichtsfilme über Tiere schrieb. Zu den Werken, an denen er beteiligt war, zählen Skrubtudsen (1944), Hugormen (1946) und Pindsvinet (1951). 1954 war Hvass Erzähler der dänischen Synchronisation des Dokumentarfilms Australien – Abenteuerlicher Kontinent zweier Welten (Under the Southern Cross) des Ehepaars Armand und Michaela Denis.
Neben zahlreichen Radiovorträgen und Zeitungsartikeln veröffentlichte Hvass mehr als 30 Bücher, die in zehn Sprachen übersetzt wurden. Mehrere davon wurden von den dänischen Tierzeichnern Sikker Hansen und Johannes Larsen illustriert. Bei den Werken Säugetiere der Welt (1963), Vögel der Welt (1964) und Fische der Welt (1966) fungierte der deutsche Tierzeichner Wilhelm Eigener als Illustrator. Sein Handbuch Fugle i farver aus dem Jahr 1952 erreichte eine Auflage von 432.000 Exemplaren. Daneben bearbeitete er mehrere Sammelwerke, darunter das zehnbändige Werk Danmarks dyreverden, das zwischen 1969 und 1972 veröffentlicht wurde. 
Hvass engagierte sich sowohl in dänischen als auch in internationalen Tierschutzorganisationen. Von 1941 bis 1950 war er Vorsitzender der Naturhistorie- und Geographie Dansklærerforeningen (Naturhistorische und Geographische Vereinigung Dänemarks). 1944 war er Gründer und bis 1957 erster Vorsitzender der Nordisk herpetologisk Forening (Nordische Herpetologische Vereinigung). 1947 wurde er Vorstandsmitglied und 1955 Präsident der Dyrenes Beskyttelse i Danmark (Tierschutzvereinigung in Dänemark). Von 1955 bis 1968 war er Präsident der dänischen Tierschutzverbände in Fællesråd und 1955 war er Präsident des Nordisk Dyrebeskyttelsesråd (Nordischer Tierschutzrat). Von 1955 bis 1962 war er Ratsmitglied der World Federation for the Protection of Animals (WFPA). Von 1955 bis 1962 war er Vorstandsmitglied in der International Society for the Protection of Animals (ISPA) und 1963 war er Vizepräsident dieser Gesellschaft.

## Auszeichnungen
1964 erhielt Hans Hvass die Victoria Medal of Honour der Royal Horticultural Society.